# William Richard Piternella
William Richard Piternella (Oranjestad, 13 februari 1950) is een Arubaanse literatuurschrijver en consulent op gebied van gezinsaangelegenheden en relaties. 

## Biografie
William Richard Piternella groeide op in Oranjestad met zijn ouders, drie broers en zes zussen. In Oranjestad volgde hij het Dominicus College en daarna het La Salle College. Op zijn vijftiende verhuisde hij naar Nederland waar hij zijn atheneum-diploma behaalde. Daarna begon hij aan de studie Psychologie aan de Universiteit van Amsterdam. Hij maakte deze studie niet af, maar haalde aan diezelfde universiteit wel zijn doctoraal in Pedagogische Wetenschappen met een specialisatie in Gezinsleer. 
In 1979 vertrok hij naar Curaçao, waar hij ook zijn doctoraalstage liep. Daar werkte hij na afronding van zijn studie als hulpverlener en beleidsmedewerker. Na enige tijd opende hij zijn eigen pedagogisch adviesbureau. Vanaf 1986 woont hij weer op Aruba, waar hij eerst twee jaar werkte voor de overheid. Daarna begon hij zijn huidige bedrijf dat consulten geeft op het gebied van gezinsaangelegenheden en relaties. In 2016 behaalde hij zijn doctorsbul op het onderwerp: de visie van Arubaanse jongeren over seksualiteit en hun ouders, bezien vanuit de Arubaanse cultuur.
William Richard Piternella kreeg zijn liefde voor schrijven van zijn moeder, die gedichten schreef. Onder begeleiding van Miep Diekmann publiceerde Piternella in 1986 zijn eerste literaire jeugdboek Niet huilen bij de zee. Met dit boek wilde hij jongeren stimuleren meer te gaan lezen en wilde hij hen aanzetten tot het nadenken over relaties en seksualiteit. Het boek Niet huilen bij de zee wordt in Aruba nog steeds gelezen op scholen om jongeren te informeren over relaties en seksualiteit. In 1995 schreef hij zijn tweede jeugdboek Toch naar het carnaval. In dit boek stonden de thema's familie en relaties centraal. William Richard Piternella schreef zijn boeken in het Nederlands. Naast boeken schreef hij ook een aantal voorlichtingsfolders en ontwikkelde hij scripts voor twee reeksen televisieprogramma's. 

### Publicaties in boekvorm
1. Niet huilen bij de zee. Amsterdam: Leopold, 1986.
2. Toch naar het carnaval. Amsterdam: Leopold, 1995.

Het boek Toch naar het carnaval is door Jacques Vriens bewerkt tot een musical ten behoeve van basisschoolkinderen.

### Andersoortige publicaties
1. Educacion sexual: aspectonan basico. Illustrator: Nigel Mattew, 1994.
2. Abo i bo maletin pa ku komunikashon. Illustrator: Omar D. Maduro. Curaçao: Augustinus Boekhandel, 1985.
3. Un fundeshi fuerte pa bo yiu. Illustrator: Dario Werleman. Aruba, 1988.
4. Informashon Seksual. Curaçao, 1984.
5. Kuido diario di yu. In samenwerking met Kraamkliniek Rio Canario. Curaçao, 1984.
6. Preguntanan di Bida. Wekelijkse publicatie in de krant Awe Mainta. Aruba, 2005.

## Televisieprogramma's
William Richard Piternella heeft de scripts ontwikkeld van twee formats voor jongerenprogramma's die zijn uitgezonden in Aruba en de toenmalige Nederlandse Antillen. De televisieprogramma's zijn geregisseerd door Corry van Heyningen. 
1. Daks den Wowo (1988).  Het doel van deze zesdelige programmareeks voor jongeren is de bewustwording en het ondersteunen van de seksuele ontwikkeling. Centraal in de programmareeks staat de vraag: welke veranderingen maakt je lichaam door en hoe ga je hier mee om?
2. Informashon tocante Aids (1989). Het doel van deze zesdelige programmareeks is de bewustwording van de gevolgen van onveilige seks in hetro-, homo- en biseksuele relaties en het stimuleren tot adequaat gebruik van voorbehoedsmiddelen.

- International Standard Name Identifier: 0000 0003 6918 9262
- Nederlandse Thesaurus van Auteursnamen: 073281190
- Virtual International Authority File: 286114133
- WorldCat: E39PBJxmBCtRwJmHMWWW6PPvpP